# Heterotilapia
Heterotilapia es un género de peces de agua dulce de la familia de los cíclidos cuyas 2 especies son denominadas comúnmente tilapias cebras, al exhibir en el cuerpo bandas verticales oscuras sobre fondo claro, similar a la coloración de esos equinos. Este género habita en aguas tropicales del oeste de África pero, al ser empleado en piscicultura para aprovechar su carne, fue reproducido en zonas cálidas de distintas partes del mundo, y al escapar ejemplares al medio silvestre, se transformó en invasivo.

## Taxonomía
Descripción original
Este taxón fue descrito originalmente en el año 1920 por el ictiólogo británico Charles Tate Regan.
Historia taxonómica y relaciones filogenéticas
Durante mucho tiempo Heterotilapia fue considerado un subgénero dentro del género Tilapia, hasta que, en el año 2013, los científicos Andreas R. Dunz y Ulrich K. Schliewen lo elevaron al nivel genérico. Los mismos autores crearon para este taxón la tribu monogenérica: Heterotilapiini.

### Subdivisión
Este género se subdivide en 2 especies:
- Heterotilapia buttikoferi (Hubrecht, 1881)
- Heterotilapia cessiana (Thys van den Audenaerde, 1968)

## Características
Sus especies poseen una longitud de entre 20 y 30 cm. Exhiben en los lados del cuerpo un patrón cromático constituido por 7 a 8 rayas verticales oscuras y claras, siendo las primeras de mayor ancho. El cuerpo está cubierto con escamas redondeadas, presentando en la hilera longitudinal media de 25 a 27.

## Distribución geográfica y hábitat
El género Heterotilapia se distribuye de manera nativa en biotopos tropicales de agua dulce próximos al litoral occidental de África, específicamente en los tramos inferiores de ríos costeros de Guinea-Bisáu, Liberia y Costa de Marfil.

## Aprovechamiento piscícola e invasividad
Este género es multiplicado en emprendimientos de piscicultura de varias regiones del mundo con clima cálido, en razón de su robustez, veloz crecimiento, calidad de su carne, etc. Lamentablemente, como es frecuente en estas metodologías productivas, estos establecimientos no poseen sistemas para evitar completamente las fugas de ejemplares, por lo que suelen escapar al medio silvestre un número variable de individuos y, gracias a su adaptabilidad, resistencia y elevadas tasas de reproducción, se transforman en peces invasivos, casi imposibles de erradicar y con alto impacto negativo para las especies nativas de los ecosistemas que logran colonizar, al igual que ocurre con otras especies de tilapias, como Coptodon rendalli, C. zillii, Oreochromis niloticus, etc.